# IFITM3
La proteína transmembrana inducida por interferón 3 (IFITM3) es una proteína que en humanos está codificada por el gen IFITM3 . Desempeña un papel fundamental en la defensa del sistema inmunológico contra la gripe porcina, donde los niveles elevados de IFITM3 mantienen bajos los niveles virales, y la eliminación de IFITM3 permite que el virus se multiplique sin control. Esta observación ha sido más avanzada por un estudio reciente del laboratorio de Paul Kellam que muestra que un polimorfismo de un solo nucleótido en el gen IFITM3 humano que supuestamente aumenta la susceptibilidad a la influenza está sobrerrepresentado en personas hospitalizadas con la pandemia H1N1. Se cree que la prevalencia de esta mutación es de aproximadamente 1/400 en las poblaciones europeas.

## Organismos modelo
| Característica                           | Fenotipo |
| ---------------------------------------- | -------- |
| Viabilidad homocigota                    | Normal   |
| Fertilidad                               | Normal   |
| Peso corporal                            | Normal   |
| Ansiedad                                 | Normal   |
| Evaluación neurológica                   | Normal   |
| La fuerza de prensión                    | Normal   |
| Plato caliente                           | Normal   |
| Dismorfología                            | Normal   |
| Calorimetría indirecta                   | Normal   |
| Prueba de tolerancia a la glucosa        | Normal   |
| Respuesta auditiva del tronco encefálico | Normal   |
| DEXA                                     | Normal   |
| Radiografía                              | Normal   |
| Temperatura corporal                     | Normal   |
| Morfología ocular                        | Normal   |
| Química Clínica                          | Normal   |
| Inmunoglobulinas plasmáticas             | Normal   |
| Hematología                              | Normal   |
| Linfocitos de sangre periférica          | Normal   |
| Prueba de micronúcleos                   | Normal   |
| Peso del corazón                         | Normal   |
| Histopatología de la piel                | Normal   |
| Infección por Salmonella                 | Normal   |
| Infección por Citrobacter                | Normal   |
| Todas las pruebas y análisis de          |          |

Se han utilizado organismos modelo en el estudio de la función IFITM3. Una línea de ratón de knockout condicional, llamada Ifitm3tm1Masu se generó como parte del programa International Knockout Mouse Consortium, un proyecto de mutagénesis de alto rendimiento para generar y distribuir modelos animales de enfermedades a los científicos interesados, en el Wellcome Trust Sanger Institute.
Los animales machos y hembras se sometieron a un cribado fenotípico estandarizado para determinar los efectos de la deleción. Se llevaron a cabo veinticuatro pruebas en ratones mutantes, pero no se observaron anomalías significativas. Sin embargo, el desafío con el virus de la influenza A indicó que estos ratones muestran una mayor susceptibilidad viral.